# Josep Daví i Aumatell
Josep Daví i Aumatell (Vic, 17 de març de 1927 - Vic, 13 de març de 2011) fou un futbolista català de la dècada de 1950.

## Trajectòria
Jugava a la posició d'extrem esquerre. Després de jugar a la UE Vic i a l'EC Granollers, fitxà pel Reial Saragossa, club amb el qual assolí un ascens a primera divisió la temporada 1950-51. El 1952 fitxà pel RCD Espanyol on jugà quatre temporades, però no gaudí de molts minuts. Acabà la seva carrera al Girona FC i UE Vic.